# Pawieł Płotnikow
Pawieł Artiemjewicz Płotnikow (ros. Павел Артемьевич Плотников, ur. 4 marca 1920 we wsi Gońba w guberni tomskiej (obecnie część miasta Barnauł), zm. 14 grudnia 2000 w Moskwie) – radziecki lotnik wojskowy, generał major lotnictwa, dwukrotny Bohater Związku Radzieckiego (1944 i 1945).

## Życiorys
Po ukończeniu szkoły w Barnaule pracował jako ślusarz, jednocześnie uczył się w aeroklubie, od 1938 służył w Armii Czerwonej, w 1940 skończył wojskową lotniczą szkołę pilotów w Nowosybirsku. Od października 1941 uczestniczył w wojnie z Niemcami jako pilot, potem dowódca klucza i eskadry, brał udział w walkach na Froncie Południowym, Zakaukaskim, Woroneskim, Stepowym, 1 i 2 Ukraińskim. Od 1944 należał do WKP(b), do maja 1944 jako zastępca dowódcy eskadry 82 gwardyjskiego lotniczego pułku bombowców 1 Gwardyjskiej Lotniczej Dywizji Bombowców 2 Gwardyjskiego Lotniczego Korpusu Bombowców 5 Armii Powietrznej 2 Frontu Ukraińskiego wykonał 225 lotów bojowych i strącił 3 samoloty wroga. Do marca 1945 wykonał jeszcze 80 lotów bojowych. Łącznie w czasie wojny wykonał 343 loty bojowe, strącił 3 samolot wroga, zatopił 6 transportów wojskowych, zniszczył 7 pociągów, 3 mosty kolejowe, ponad 250 samochodów i wiele dział, czołgów i innej techniki wroga. W 1945 ukończył wyższą szkołę oficerską, w 1951 Akademię Wojskowo-Powietrzną Czerwonego Sztandaru, a w 1960 Wojskową Akademię Sztabu Generalnego Sił Zbrojnych ZSRR, od 1951 dowodził pułkiem bombowców, w 1952 został starszym inspektorem-lotnikiem Zarządu Przygotowania Bojowego Sił Wojskowo-Powietrznych. Od 1955 był zastępcą dowódcy, a 1956-1958 dowódcą lotniczej dywizji bombowców, 1960-1965 dyżurnym odpowiedzialnym zarządzania lotami stanowiska dowódczego Sił Wojskowo-Powietrznych, następnie ponownie dowódcą dywizji lotniczej. W 1966 otrzymał stopień generała majora, od 1968 był zastępcą szefa sztabu 37 Armii Powietrznej, później 36 Armii Powietrznej, w 1975 został zwolniony do rezerwy, następnie pracował w Ministerstwie Przemysłu Gazowego ZSRR i Instytucie Naukowo-Badawczym Transportu Samochodowego.

## Odznaczenia
- Złota Gwiazda Bohatera Związku Radzieckiego (dwukrotnie - 19 sierpnia 1944 i 27 czerwca 1945)
- Order Lenina (1944)
- Order Czerwonego Sztandaru (trzykrotnie - 1942, 1943 i 1955)
- Order Aleksandra Newskiego (1945)
- Order Wojny Ojczyźnianej I klasy (dwukrotnie - 1943 i 1985)
- Order Czerwonej Gwiazdy (1956)

I medale.